# Волощина (Львовская область)
Волощина (укр. Волощина) — село в Бобрской городской общине Львовского района Львовской области Украины.
Население по переписи 2001 года составляло 627 человек. Занимает площадь 2,77 км². Почтовый индекс — 81228. Телефонный код — 3263.